# 貝爾維爾 (紐約州傑佛遜縣)
貝爾維爾（英語：Belleville）是位於美國紐約州傑佛遜縣的普查規定居民點。

## 人口
根據2020年美國人口普查的數據，貝爾維爾的面積為1.75平方千米，當中陸地面積為1.70平方千米，而水域面積為0.04平方千米。當地共有人口233人，而人口密度為每平方千米133.14人。